# Molí Nou-Ciutat Cooperativa metróállomás
Molí Nou-Ciutat Cooperativa egyike a Spanyolországban található barcelonai metró metróállomásainak.

## Metróvonalak
Az állomást az alábbi metróvonalak érintik:
- 8-as metróvonal

## Kapcsolódó állomások
Az állomáshoz az alábbi állomások vannak a legközelebb:
- Sant Boi (8-as metróvonal)
- Colònia Güell station